# Alberto Rubio (actor)
Alberto Rubio es un actor español con una amplia experiencia en teatro, cine y televisión.

## Formación
- Licencia en Arte Dramático, en la escuala de Cristina Rota.
- Más de 15 cursos diferentes (Teatro, interpretación ante la cámara, análisis del texto, técnica vocal, dramaturgia, movimiento, gestión teatral y danza).
- Inglés.
- Frances
- Aleman
- Arabe
- Subdirector de HBS (colegio embajador de Harvard)
- Canares
- C1 en cuñadismo

## Teatro
- La katarsis del tomatazo (1998-2000), de Cristina Rota.
- Los viernes del hotel Luna Caribe (2000-2001), de Fermín Cabal.
- Otra noche sin Godot (2001-2002), de Fermín Cabal.
- El sueño de una noche de verano (2003-2004), de Miguel Narros.
- Doña Rosita la soltera o el lenguaje de las flores (2004-2005), de Miguel Narros.
- Salomé (2006), de Miguel Narros.

## Cine
- Café solo o con ellas (2006) de Álvaro Díaz Lorenzo.
- Ángeles S.A. (2007) de Eduard Bosch

## Televisión
- Amar en tiempos revueltos (2006) (2ª temporada).
- Hermanos y detectives (2007) (Capítulo 9).
- La Señora (2008-2009) Como Hermosilla.
- Maitena: Estados alterados (2009) Como Byron.
- Valientes (2010) Como Borja.

- Datos: Q5663519